# معبر 104
معبر 104 ويعرف باسم معبر خضوري، وأيضًا باسم معبر نيتساني عوز، هو معبر حدودي يقع في مدينة طولكرم بالضفة الغربية، على بعد فقط حوالي 1 كيلو مترًا من وسط المدينة، يُعد أحد أهم المعابر الواصلة بين الضفة الغربية وإسرائيل، إذ يستخدم لدخول سكان إسرائيل العرب إلى مدينة طولكرم الفلسطينية وباقي مناطق الضفة الغربية، حيث تدخل مئات المركبات يوميًا من خلال المعبر إلى مدينة طولكرم.

## الموقع
يقع معبر 104 في الأحياء الغربية بمدينة طولكرم، وتحديدًا بجوار «جامعة فلسطين التقنية خضوري» في المدينة، ولا يبعد المعبر عن وسط مدينة طولكرم سوى حوالي 1 كيلو مترًا.